# Septmoncel
Septmoncel korábbi község (település) Franciaországban, Jura megyében. 2017. január 1-jén Les Molunes községgel egyesült és Septmoncel les Molunes új község része lett.
Lakosainak száma 681 fő (2018. január 1.). Septmoncel Saint-Claude, Lajoux, Lamoura, Les Molunes és Villard-Saint-Sauveur községekkel határos.

## Népesség
A település népessége az elmúlt években az alábbi módon változott:
| Lakosok száma | 680  | 683  | 876  | 693  | 681  |
|               | 2013 | 2015 | 2016 | 2017 | 2018 |